# Świekatowo
Świekatowo (deutsch Schwekatowo, 1942–1945 Schweike) ist ein Dorf im Powiat Świecki der Woiwodschaft Kujawien-Pommern in Polen. Das Dorf ist Sitz der gleichnamigen Landgemeinde.

## Geographische Lage
Das Dorf liegt im ehemaligen Westpreußen, etwa 35 Kilometer nördlich von Bydgoszcz (Bromberg) an der Bahnstrecke Bydgoszcz–Gdynia.

## Geschichte

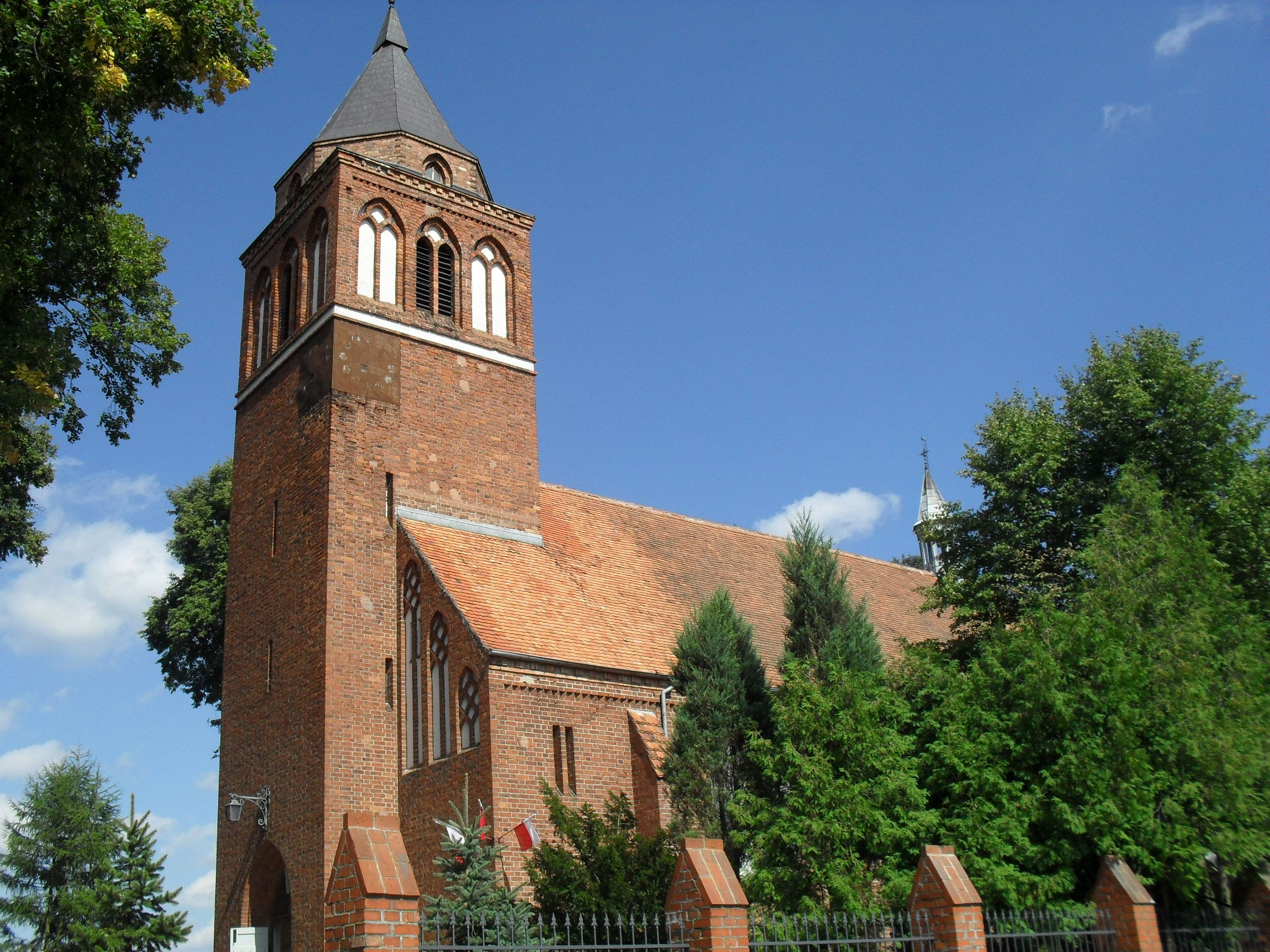
Katholische Kirche von Schwekatowo

Nach vorheriger Zugehörigkeit zum  Deutschordensstaat wurde die Region mit  dem Dorf 1466 Teil des autonomen Preußen Königlichen Anteils, das vom Orden abgefallen war und sich freiwillig unter die Schirmherrschaft der Polnischen Krone begeben hatte. Durch die erste polnische Teilung 1772 kam der Ort an das Königreich Preußen. In dem zu diesem Zeitpunkt erstellten Kontributionskataster werden für den Ort 141 Einwohner (Seelen) gezählt; namentlich führt das Dokument 18 Landbesitzer auf. In dem Kontributionskataster wird festgehalten, dass das „geistliche Kirchdorf“ der Geistlichkeit „zu Cujavien“ gehörig sei.
Die Ortschaft wurde ein königliches Dorf mit katholischer Kirche und gehörte bis zum Ende des Ersten Weltkriegs zum westpreußischen Landkreis Schwetz. Um 1900 zählte der Ort rd. 800 deutsch- und polnisch-stämmige Einwohner.  Aufgrund der Bestimmungen des Versailler Vertrag musste das Dorf 1920 zusammen mit dem Kreisgebiet zum Zweck der Einrichtung des Polnischen Korridors vom Deutschen Reich an die Zweite Polnische Republik abgetreten werden.
Als die Wehrmacht am 1. September 1939 Polen überfiel, wurde Świekatowo am folgenden Tag durch Kampfhandlungen weitgehend zerstört. Die Ortschaft kam völkerrechtswidrig bis 1945 zum Landkreis Schwetz (Weichsel), Reichsgau Danzig-Westpreußen im Regierungsbezirk Marienwerder. 1942 erfolgte eine Umbenennung des Ortes in Schweike, nachdem er zu preußischer Zeit (Provinz Westpreußen) und erneut ab 1939 Schwekatowo geheißen hatte (in früheren Zeiten auch Schwenkotowo bzw. Sickotowo genannt). Am Ende des Zweiten Weltkrieges marschierte die Rote Armee ein, und in der Folge wurde das Dorf wieder Teil Polens. Deutsche Einwohner wurden vertrieben. Reste des einst evangelischen Friedhofs abseits des Ortes erinnern an die früheren deutsche Bewohner.

### Demographie
| Jahr | Einwohnerzahl | Anmerkungen |
| ---- | ------------- | --- |
| 1676 | 63            | [ 1 ] |
| 1818 | 211           | [ 2 ] |
| 1852 | 591           | [ 3 ] |
| 1864 | 571           | davon 227 Evangelische und 329 Katholiken                                                                          |
| 1871 | 620           | [ 5 ] |
| 1910 | 814           | am 1. Dezember, davon 164 Evangelische und 750 Katholiken (407 mit deutscher und 407 mit polnischer Muttersprache) |

## Gemeinde
Die Landgemeinde Świekatowo besteht aus neun Dörfern mit Schulzenamt.

## Verkehr
Der am Ostrand des Ortes gelegene Bahnhof Świekatowo liegt an der Bahnstrecke Nowa Wieś Wielka–Gdynia. Der nordöstlich außerhalb des Ortes gelegene Bahnhof Świekatowo Wschodnie befindet sich an der einstigen Eisenbahnstrecke Terespol–Vandsburg; 1994 wurde hier der Personenverkehr eingestellt und in der Folge die Strecke stillgelegt.